# Verkehrskasper
Der Verkehrskasper ist die Hauptfigur des gleichnamigen, nach ihm benannten Handpuppenspiels. Das Verkehrskasperspiel ist eine Methode der Verkehrserziehung, deren Beginn auf die Nachkriegszeit in Deutschland zurückgeht.  Das klassische Lehrtheater hat sich in modernisierter Form bis heute erhalten und wegen seiner Attraktivität auch in anderen Lehrbereichen zahlreiche Nachahmer gefunden. Der Verkehrskasper zieht Kinder und Jugendliche vom Vorschulalter bis zu den Abschlussjahrgängen der Pflichtschulzeit in unterschiedlichen Funktionen als Zuschauer oder Akteure in seinen Bann.

## Geschichte
Auf die rapide wachsende Motorisierung und die zunehmenden Unfälle mit Kindern reagierten die Kultusministerien der bundesdeutschen Länder Anfang der 1950er Jahre mit der Einrichtung von „Verkehrskindergärten“ und „Verkehrsschulen“. Sie sollten die Verkehrssicherheit fördern. Seit 1956 folgten Verordnungen, die den Allgemeinbildenden Schulen die Einführung eines Faches Verkehrskunde auferlegten, das flächendeckend die  „Verkehrsdisziplin“  der Kinder heben sollte. Bei der Suche nach geeigneten Vermittlungsmethoden, die das von Kindern und Lehrern als lästig und langweilig empfundene neue Fach attraktiv gestalten ließen, wurde der Verkehrskasper, der 1956 von Edgar Perseke zusammen mit Will Hermanns entwickelt wurde, entdeckt. Wegen  der anfänglichen Abwehrhaltung der Schulen wurden dabei Beamte der Verkehrspolizei, die sich zuvorderst für die Sicherheitserziehung zuständig fühlten, zu den Wegbereitern des Verkehrskasper. Der Polizist und Puppenspieler Heinz Krause gründete in Hamburg die erste Polizeipuppenbühne, die mit großem Erfolg arbeitete und der entsprechend bald Dutzende weitere Gründungen in der gesamten Bundesrepublik Deutschland und in Österreich folgten. Die Polizeibühnen agierten zunehmend als mobile Wanderbühnen, die sich den Schulen für den Verkehrsunterricht zur Verfügung stellten und gern angenommen wurden. Auch die Deutschen Verkehrswachten engagierten sich, wie in Stuttgart, mit ähnlichen Auftritten ihrer ehrenamtlichen Mitglieder. Um die starke Nachfrage zu befriedigen, wurden in der Hochphase des Verkehrskasper in den 1960er und 1970er Jahren auch Hörspiele und Schallplatten produziert mit Titeln wie „Kasper jagt die Ampelsünder“, „Kasper stoppt die Straßenbälle“ oder „Kasper fängt den Fahrraddieb“. Nach einer kurzen Phase zurückgehenden Interesses, bedingt durch eine nachlassende finanzielle Unterstützung, aber auch durch eine veraltete Didaktik, feierte der Verkehrskasper Ende der 1970er Jahre in einer erneuerten didaktischen Form eine Auferstehung und sogar Ausweitung seines Adressatenkreises: Ältere Schüler wurden als Spielleiter und Mitspieler in das Geschehen einbezogen, und die Schulen wurden neben der Polizei zunehmend zu Trägern des Verkehrskasperspiels.

## Bühne

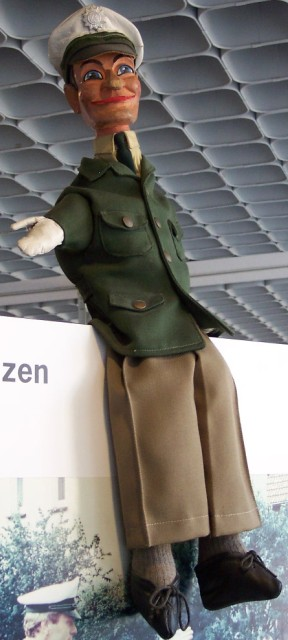
Verkehrskasper von Till de Kock

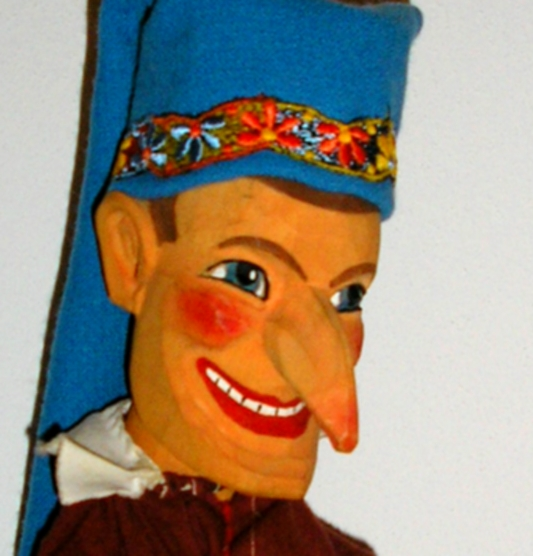
Der Hohnsteiner Kasper (Figur von Theo Eggink)

Die Figuren der Verkehrsbühne ähneln denen des traditionellen Kasperletheaters. Es sind in der Regel Handpuppen, ergänzt durch ein Arsenal von Stabpuppen, zu denen etwa Fahrzeuge, Ampeln oder Verkehrsschilder gehören. Der Verkehrskasper beherrscht als immer fideler, freundlicher Helfer der Kinder die Theaterbühne. Er ist entsprechend beliebt bei den Kindern. Sein böser Gegenspieler ist der Verkehrsteufel, der zu Unachtsamkeiten und eigennützigem Verhalten verführen will, letztendlich aber immer scheitert und selbst den Schaden davonträgt. Zum Stamm der Kasperbühne gehören weiterhin der biedere Verkehrschutzmann, der tölpelhafte, aber gutmütige Seppl sowie  Zauberer und Feen als hilfreiche Geister. Die Kulisse, in der das Geschehen stattfindet, stellt sich meist als Straßenübergang oder Straßenkreuzung dar.
Beim Karlsruher Puppenspiel kamen neue Figuren hinzu wie das Zebra Schwarzweißchen als Personifizierung des Zebrastreifens, der superschlaue Verkehrshund Schlappohr, der als erfahrener Verkehrsexperte bei strittigen Fragen hilft oder die Kinder Tobias und Bärbel, mit denen sich Probleme der anwesenden Kinder darstellen lassen. Der Kasper ist der fragende und das Geschehen moderierende Hauptakteur, der immer wieder Lernprozesse in Gang bringt und sich selbst bei allen Sachthemen gern von den Kindern belehren lässt. Wechselnde Kulissen lassen neue Spannung aufkommen und erlauben es, unterschiedliche Szenarien durchzuspielen. Austauschbare Requisiten wie Ampeln oder Zebrastreifen ermöglichen flexible Handlungsgestaltungen.

## Didaktik
Das Spiel mit dem Verkehrskasper begnügt sich nicht mit der Unterhaltung der Kinder. Die Verkehrskasperbühne ist ein Lehr- und Lerntheater. Sie versucht, den Kindern den ungeliebten Stoff auf kurzweilige Weise nahezubringen, sie für die  Gefahren des Straßenverkehrs zu sensibilisieren und mit Spielszenen aus dem Verkehrsalltag für das „richtige“ Verhalten beim Verkehren zu werben. Dazu macht sie sich die Attraktivität des Puppenspiels bei Vorschulkindern und Schulanfängern zunutze. Das Verkehrskasperspiel bietet Gelegenheit, sämtliche Situationen, Gefahren, Ängste, Probleme, die Kindern im Verkehr begegnen, stellvertretend mit den Puppen auszuspielen, ohne die Kinder dabei zu gefährden. Schüchterne Kinder können  ihre Gefühle in die Puppen projizieren, ohne ihr Gesicht zeigen zu müssen.
Das ursprüngliche Verkehrstheater sah sich vor allem der Unfallprävention und der Verkehrssicherheit verpflichtet. Nach dem Denken der Zeit hing dies vom Regelwissen und von der Verkehrsdisziplin ab, die es zu stabilisieren galt. Die Anfänge des Verkehrskasperspiels charakterisierte dabei eine klare Trennung zwischen gut und böse, richtig und falsch, Freund und Feind, wie sie die Tradition des Kasperlespiels vorgab. Die Vorstellung ging davon aus, dass nur eine einfache Schwarz-Weiß-Darstellung dem Verständnis der Kinder entspreche und sie von wandelbaren Charakteren überfordert seien. Die Figuren waren entsprechend dramaturgisch als sogenannte „Typen“ konzipiert, die in ihrem Verhalten streng festgelegt und durch die Handlungsabläufe nicht veränderbar waren. Man erwartete den Teufel als Feind, der stets schädigen und die Fee als Freundin, die immer beschützen will. Probleme wurden im weit verbreiteten autoritären Erziehungsstil der Zeit mit derb-drastischen Mitteln gelöst. So wurde der Verkehrsteufel, vom Kasper bei seinen Verführungsversuchen ertappt,  unter dem Gelächter der Kinder mit Bratpfanne oder Nudelholz traktiert. Schläge mit der Klatsche dienten als Denkimpuls für nicht regelkonform handelnde Verkehrssünder.
Mit der Einbindung der Verkehrslehre in die Erziehungswissenschaft während der 1970er Jahre und der Wandlung des Faches „Verkehrskunde“ zu einem interdisziplinären Bildungsbereich „Verkehrserziehung“ vollzog sich im Verkehrskaspertheater eine Fortentwicklung von den belehrenden zu dialogischen Vermittlungsformen. Im Rahmen des Karlsruher Didaktikmodells „Verkehrserziehung vom Kinde aus“ (Siegbert A. Warwitz) erfuhr die Verkehrskaspermethode eine Neuorientierung nach dem Vorbild der Montessori-Pädagogik: Die Kinder rückten in den Mittelpunkt des Theaterspiels, sowohl im Publikum als auch auf der Bühne. Sie wurden in Projektform ganzheitlich gefordert. Dies schuf eine größere Kindesnähe und erreichte über die Förderung der Eigentätigkeit eine deutliche Steigerung der Lernerfolge.

## Methodik
Das frühe Verkehrskasperspiel bewegte sich mit seinen Szenerien häufig in spannenden Fantasieräumen, bezog Zauber und Magie in das reale Verkehrsgeschehen ein, womit es oft mehr die Unterhaltung als die eigentliche Verkehrskunde bediente. Alleinige Akteure waren die Figuren auf der Bühne. Die Strafen für nicht regelkonformes Verhalten erfolgten durch physische Züchtigung und entsprachen damit oft nicht der Verkehrslogik. Schwierige Probleme wurden bisweilen durch den Zauberer gelöst. Feen agierten als Schutzengel.

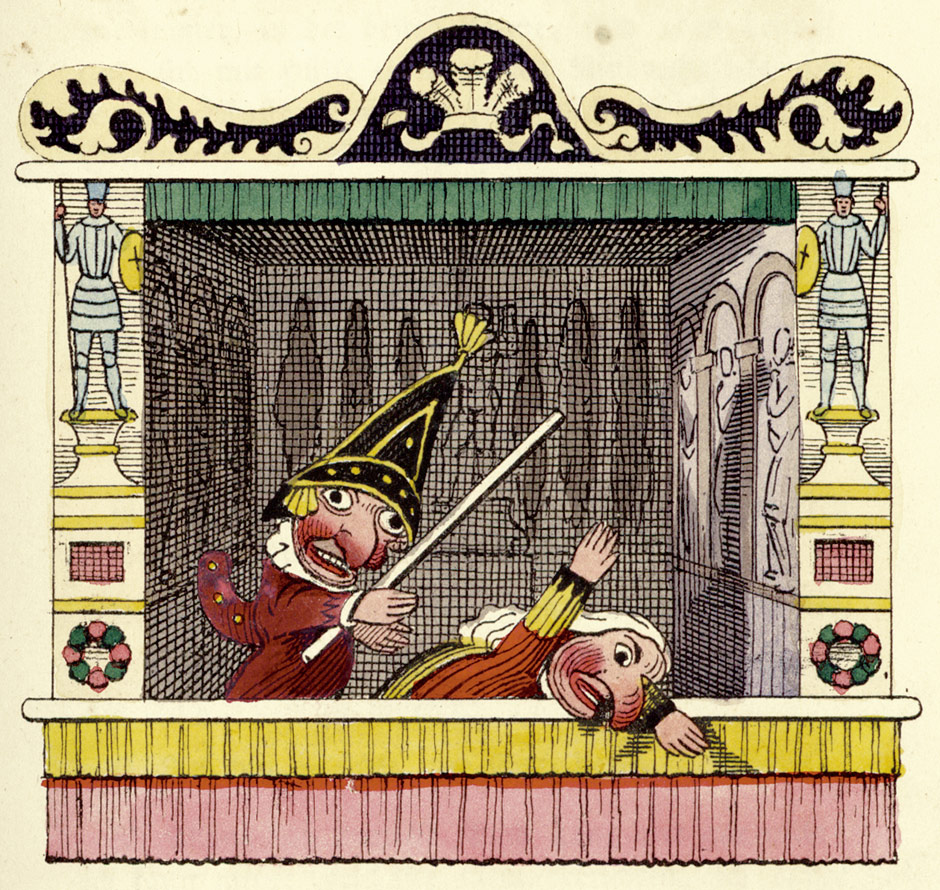
Der noch züchtigende alte Verkehrskasper (1831)

Das alte Verkehrskasperspiel war zudem überwiegend monodirektional strukturiert: Kompetente Bühnenfiguren transportierten ihr Wissen in Richtung des lernenden Publikums. Sie brachten den Kindern die geltenden Verkehrsregeln in der Form des Frontalunterrichts bei, lehrten sie, wie „man“ sich im Straßenverkehr verhält. Mit der Weiterentwicklung des Lehrtheaters wurden die zuhörenden Kinder dann in einem Frage-Antwort-Spiel zunehmend in das Geschehen einbezogen. Die Ahndungen von Verkehrsdelikten wurden versachlicht. Nicht mehr die körperliche Züchtigung, sondern der Sachzwang des Geschehens bestimmte die Folgen von Fehlverhalten. Mit dem Karlsruher Verkehrserziehungskonzept entfernte sich das Verkehrstheater dann endgültig von der Vorführbühne. Es setzte nicht mehr nur auf die Vermittlung von Wissen und Einstellungen durch die Akteure auf der Theaterbühne, sondern gestaltete die Verkehrsbühne in sokratischem Sinne zu einem Diskussions- und Entscheidungsforum, bei dem Puppen und Kinder miteinander Verkehrsfragen erörtern und um die angemessenen Problemlösungen ringen. Die Rolle der Verkehrsexperten von Polizei und Lehrerschaft änderte sich damit von der des Entertainers und Lehrmeisters zu der von Moderatoren und Animateuren. Mit ihrem Rückzug in den beratenden Hintergrund erhielten ältere Schüler und das aktivierte Publikum stärkere Spielanteile in den Lernprozessen. Damit wurde gleichzeitig auch der Adressatenkreis des Verkehrskaspers erweitert: Die einbezogenen älteren Kinder und Jugendlichen erhalten im Gesamtkonzept der „Verkehrserziehung vom Kinde aus“ Gelegenheit, über die Mitwirkung beim Verkehrskasper in ihre vorgesehenen Rollen als Verantwortung tragende Mentoren hineinzuwachsen. Als solche haben sie wichtige Funktionen, etwa beim Erwerb des Fußgängerdiploms, wahrzunehmen.
Das Karlsruher Verkehrstheater arbeitet mit der Projektmethode.  Nach dem fächerübergreifend orientierten Konzept werden auch die Figuren, die Bühne, die Kulissen und die Requisiten von den Kindern selbst hergestellt. Sie lernen dabei bereits wie selbstverständlich den Umgang mit den Puppen. Ältere Schüler verfassen die Spielszenarien und aktuelle Texte aus dem Schulumfeld.

## Zeitgemäßes Verkehrstheater
Das heutige Lehr- und Lerntheater mit dem Verkehrskasper arbeitet  nach den Grundsätzen Gewaltfreiheit, Dialog, Kompetenzerwerb, Partnerschaftlichkeit, Kompromissbereitschaft. Es lässt sich etwa wie folgt charakterisieren:
- Akteure hinter den Puppen sind nicht mehr nur Lehrer und Polizisten, sondern auch eingeführte ältere Kinder und Jugendliche
- Die Erwachsenen beschränken sich auf Schlüsselrollen wie den Moderator (Kasper), einen Animateur (Verkehrsteufel) oder Fachexperten (Schlau-Hund Schlappohr)
- Verkehrsregeln werden nicht gelehrt, sondern von den Kindern prozessartig  entwickelt
- Puppen-Ensemble und Publikum führen einen offenen Dialog über aktuelle Themen des Verkehrens
- Die Kinder dürfen im Rollentausch[11] auch Fahrzeuge, Verkehrszeichen oder Polizisten repräsentieren und in Gestalt der Puppen für sie sprechen
- Das Publikum bestimmt den Fortgang und Ausgang der Ereignisse auf der Bühne
- Alle Figuren sind prinzipiell lernfähig
- Nicht der Kasper, sondern die Kinder lösen die anstehenden Probleme
- Die Lösungen müssen realitätsnah und vernünftig sein, nicht durch Zauber oder Gewalt bewirkt werden

Mit dem Wandel der Gesellschaft und der Weiterentwicklung der Verkehrspädagogik hat das Verkehrskasperspiel eine Form gefunden, die ihm seine Aktualität und Attraktivität im Lernprozess bis heute sichert.